# Henri Leclerc de Hauteclocque
Pour les articles homonymes, voir Henri Leclerc.
Henri Leclerc de Hauteclocque, né le 27 mai 1926 à Versailles (Yvelines) et mort pour la France le 4 janvier 1952 à Phát Diệm (Ninh Bình, Viêt Nam), est un officier français. Fils du général Philippe Leclerc de Hauteclocque, il est tué pendant la guerre d'Indochine. 

## Biographie
Aîné de six enfants, Henri de Hauteclocque joue le rôle de « chef » de sa fratrie à cause des absences de son père dues à sa carrière militaire. Il s'engage dans la Résistance puis rejoint le 6 septembre 1944 la 2e division blindée commandée par son père. Il est affecté au 2e bataillon du régiment de marche du Tchad. Blessé deux fois pendant la guerre, il la termine sergent et décoré de la croix de guerre 1939-1945, avec deux citations dont une à l'ordre de l'armée.
Il entre à l'école militaire interarmes à Coëtquidan, dans la première promotion d'après-guerre. Il est promu sous-lieutenant le 26 décembre 1945. Le 19 novembre 1945, son père reçoit l'autorisation administrative d'ajouter Leclerc à son patronyme et à celui de ses descendants et Henri de Hauteclocque devient Henri Leclerc de Hauteclocque.
Il part pour le Tonkin et débarque à Saïgon le 7 février 1946. Blessé le 30 décembre 1946 dans une embuscade du Việt Minh, il est rapatrié en France. Il reçoit des mains de Jacques Massu la croix de chevalier de la Légion d'honneur en mai 1947, à 21 ans. Le sous-lieutenant Leclerc rejoint le peloton méhariste de Borkou au Tchad de novembre 1947 jusqu'en juin 1950 puis passe quelques mois aux bureaux de la Défense nationale à Paris.
Henri Leclerc se porte volontaire pour retourner en Indochine, où il arrive en juin 1951. Lieutenant, il reçoit le commandement de la 1re compagnie du bataillon de marche indochinois. En décembre 1951, son unité rejoint le secteur du Day au nord de Phat Diem. Le 4 janvier 1952, les compagnies Leclerc et Mallet sont engagées pour attaquer le village de Trung Khu. Une contre-attaque d'un bataillon Việt Minh oblige les deux compagnies à décrocher. Le repli a lieu en bon ordre mais Leclerc est blessé. Il confie ses cartes et ses codes radio à son adjoint, le lieutenant Daï, qui parvient à s'échapper. Regroupant la compagnie, ce dernier revient sur les lieux mais le corps d'Henri Leclerc n'a jamais été retrouvé.
Titulaire de la croix de guerre des TOE avec deux citations à l'ordre de l'armée, il avait pris rang d'officier de la Légion d'honneur le 3 janvier 1952.